# Bajazeto I
Bajazeto I (em turco otomano: بايزيد اول‎; romaniz.: Bayezid, Bajezid, Bajazed; c. 1354 — 8 de março de 1403), também chamado de Bajazeto, o Relâmpago (em turco: Yıldırım Bayezid), foi o quarto sultão do Império Otomano de junho de 1389 até 1402, filho de Murade I, neto de Orcano I e bisneto do fundador da dinastia, Osmã I. Sua mãe foi uma mulher grega que adotou o nome de Giultsitseque Hatuna após convertida ao Islão.

## Ascensão
Bajazeto ascendeu ao sultanato em 1389, após o assassinato do pai, Murade I, por um nobre sérvio no Cossovo. Uma das suas primeiras medidas é assassinar todos prisioneiros sérvios capturados na primeira batalha do Cosovo, como vingança pelo assassinato do pai, muito embora o próprio Bajazeto tivesse mandado matar seu irmão Iacube, popular herói das campanhas balcânicas e um virtual postulante ao trono otomano.

## Paz com a Sérvia
Apesar de sua falta de piedade com os prisioneiros de guerra sérvios, e da redução daquele país à condição de vassalo dos Otomanos, Bajazeto consegue uma aliança de paz com o rei Lázaro da Sérvia, ao tomar em casamento sua filha Olivera Despina, e ao conceder aos sérvios uma autonomia considerável sob a governança de Stefan Lazarević, filho do rei Lázaro. É possível que os sérvios tenham preferido o protetorado otomano porque os Húngaros já faziam incursões em território da Sérvia, planejando conquistar o país e usar seu território como trincheira antiotomana.

## Conquistas no sudoeste, norte e oeste da Anatólia
Durante seus últimos quinze anos, Murade I manteve uma guerra contra uma aliança de cinco beilhiques turcos do sudeste da Anatólia: Germyian (sul/sudoeste da antiga Frígia), Beilhique de Saruhan (norte e centro da antiga Lídia), Aidim (Sul da antiga Lídia e norte da antiga Cária), Mentexe (antigas Cária e Lícia) e Hamidali (Pisídia e Panfília). Entre 1389 e 1390, Bajazeto destroça esses estados e os anexa ao Império Otomano.
Voltando-se então para o norte da Anatólia, Bajazeto conquista e anexa Castamonu (1391), antigo estado aliado de Murade I que havia caído sob poder do Sultanato de Candaroğlu (correspondente aos territórios da Paflagônia e ao oeste do antigo Ponto). Em virtude desta vitória, outro estado vassalo de Candaroğlu, Isfendiar (na costa do mar Negro), coloca-se sob vassalagem otomana.
Entre 1397 e 1399, Bajazeto conquista os estados turcos de Eretna (sul do Ponto e norte da Capadócia, Caramânia (Isáuria), Elbistã e Malatya (ambos parte da antiga Capadócia, que todavia seriam perdidos para Tamerlão em 1402.

## Cerco a Constantinopla, conquista parcial da Bulgária e derrota para os Romenos
Quando da ascensão de Bajazeto ao trono, a Bulgária se resumia a um estreito polígono entre o mar Negro, a cordilheira do Haimos, as fronteiras com a Sérvia e o rio Danúbio; e a Romênia se dividia em dois reinos: o da Valáquia (entre os Cárpatos e o Danúbio) e o da Principado da Moldávia (dos Cárpatos ao Rio Bug do Sul).
Na tentativa de conquistar Constantinopla e desejando eliminar os dois estados cristãos ao norte, de onde poderiam partir expedições de socorro, Bajazeto impõe um cerco à capital bizantina em 1391, e dois anos depois, invade a Bulgária, tomando a capital Tarnovo e a maior parte daquele país, restando livres apenas o Czarado de Vidin e o Despotado de Dobruja. Todavia, ao cruzar o Danúbio em 1394, é derrotado por Mircea I, comandante das forças romenas, na Batalha de Rovine. Mircea ocupa temporariamente a Dobruja até esta ser conquistada por Bajazeto em 1396.

## Vitória sobre Sigismundo I e avanço até a foz do Danúbio
Entusiasmado pela vitória romena em 1394, João VII Paleólogo de Constantinopla convoca o auxílio dos cruzados — ditos "latinos" pelos gregos — formados, então, por uma coalizão de alemães, húngaros e romenos liderados por Sigismundo I, imperador do Sacro Império Romano-Germânico.
Em 1396, as forças de Sigismundo cruzam o Danúbio em direção a Adrianópolis (atual Edirne); mas, acabam derrotadas por Bajazeto em Nicópolis da Bulgária. Bajazeto, contra-atacando, conquista as províncias remanescentes da antiga Bulgária e dá ao Império Otomano a margem direita do Danúbio como sua fronteira natural de Vidin até o mar Negro. João VII Paleólogo, vendo Constantinopla ilhada no meio de um agora vasto império inimigo, e prevendo a catástrofe iminente, chegou a fugir da cidade. Data aliás desta época o início do êxodo grego-bizantino em direção à Itália ou à Moscóvia. Os emigrantes bizantinos na Itália teriam grande influência nas origens do Renascimento cultural do fim da Idade Média.

## Deus ex Machina
Tudo indicava que pouco faltava para que Bajazeto conquistasse Constantinopla e procedesse seu avanço em direção ao coração da Europa. Todavia, em 1401 levanta-se na Ásia um novo império mongol, liderado por Tamerlão. Este já havia conquistado boa parte da Ásia Central, todo o Irã e o Cáucaso, e invadira o leste da Anatólia, alcançando os Otomanos pela retaguarda. Bajazeto é obrigado a abandonar o assédio a Constantinopla e voltar todas as suas forças para a defesa da Anatólia. Em 20 de julho de 1402, Bajazeto é derrotado e capturado pelos mongóis na Batalha de Ancara. Morre no cativeiro em 1403, deixando um vazio no trono. Teve início uma fase de caos, que durou onze anos e quase resultou na divisão do império em três estados distintos (Trácia e Bulgária ao norte, Zona do Egeu ao sudoeste, e Anatólia ao leste).